# کریستیان لوپا
کریستیان لوپا (لهستانی: Krystian Lupa؛ ‏[ˈkrɨstjan ˈlupa]؛ ‏ زادهٔ ۷ نوامبر ۱۹۴۳) کارگردان نمایش، طراح صحنه، نمایشنامه‌نویس، مربی پرورشی و مترجم اهل لهستان است. وی از سال ۱۹۷۷ میلادی تاکنون مشغول فعالیت بوده است. او را «بزرگ‌ترین کارگردان نمایش زندهٔ اروپا» می‌دانند. لوپا به دلیل روش‌های خاص خود در کار با متن و بازیگران به روشی بسیار اُرگانیک و درون‌ماندگار که تحتِ عنوانِ «تمرین آزمایشگاهی» نیز شناخته می‌شود، مشهور است.
وی ابتدا در دانشگاه یاگیلونیا فیزیک خواند. سپس بین سال‌های ۱۹۶۳ تا ۱۹۶۹ در آکادمی هنرهای زیبای کراکوف در رشته گرافیک و همچنین در مدرسه ملی فیلم ووچ در رشتهٔ کارگردانی فیلم و سرانجام در آکادمی ملی هنرهای نمایشی آ.س.ت. در کراکوف در رشتهٔ کارگردانی نمایش تحصیل کرد.
کریستیان لوپا بابت مشارکت‌های فرهنگی-هنری‌اش برندهٔ جوایز گوناگونی همچون مدال زرین گلوریا آرتیس، نشان دوستی، جایزه تئاتر اروپا، نشان هنر و ادب، نشان افتخار تولد لهستان، نشان اتریش برای علم و هنر و جایزه نیکه شده و از سال ۲۰۱۷ عضو آکادمی هنر و علوم لهستان است. او در سال ۲۰۰۸، در مصاحبه‌ای با مجله لهستانی فیلم به‌طور علنی اعلام کرد که  همجنس‌گرا است. شریک زندگی او بازیگر لهستانی پیوتر اسکیبا است.